# Karnawał w Bridgwater
Karnawał w Bridgwater – uroczysty przemarsz przez miasto w stylu karnawału z okazji rocznicy spisku prochowego. Odbywa się w pierwszą sobotę listopada na ulicach Bridgwater, miasta w hrabstwie Somerset w Anglii. Karnawał kończy się tradycyjnie paleniem squibs – tradycyjnych pochodni. Karnawał nie odbywa się tylko w Bridgwater – po głównych uroczystościach pochody karnawałowe odbywają się w drugi tydzień listopada również w Burnham-on-Sea, Glastonbury, North Petherton, Shepton Mallet, Wells i Weston-super-Mare.

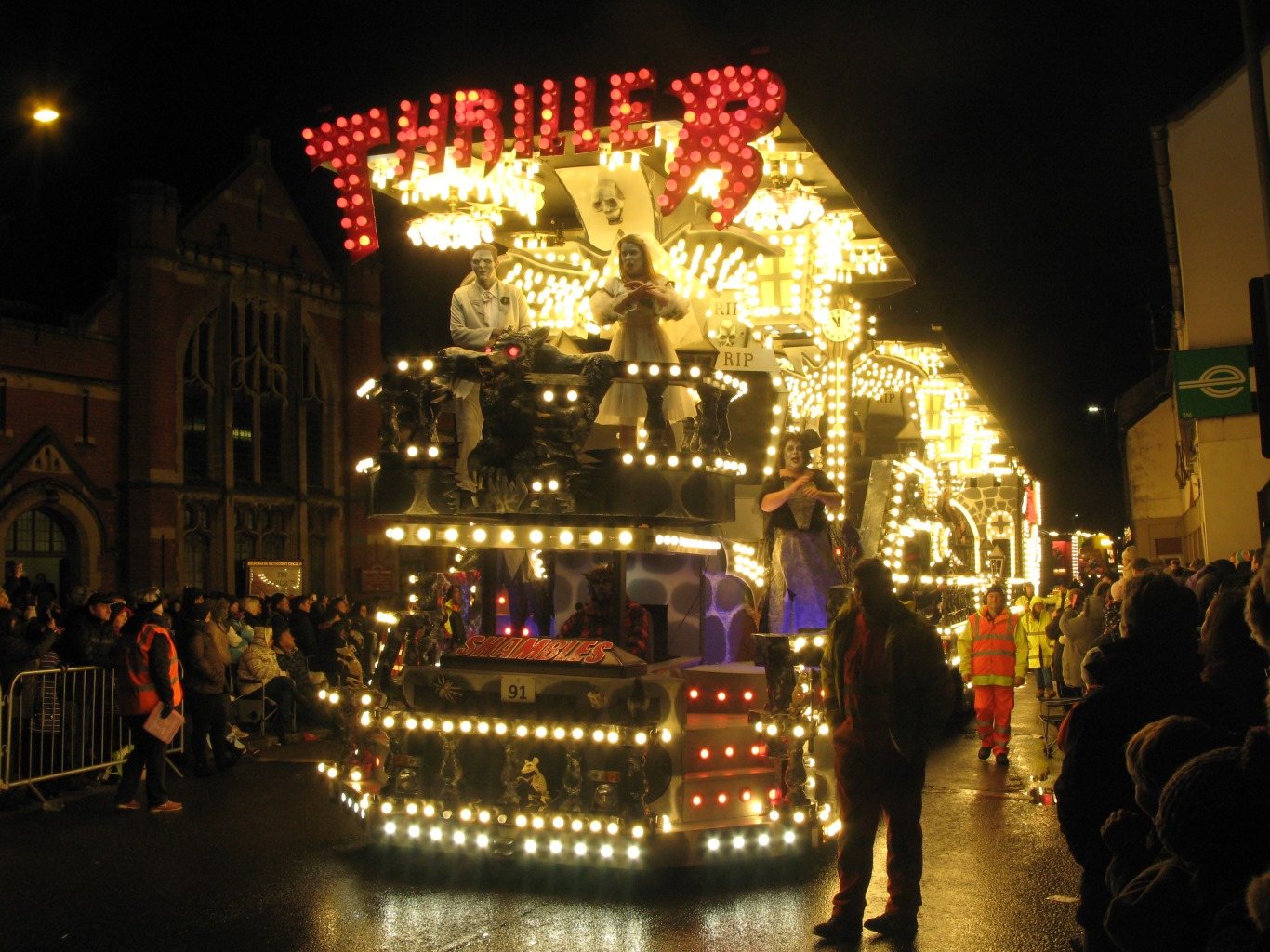
Platforma na karnawale w Bridgwater

## Historia

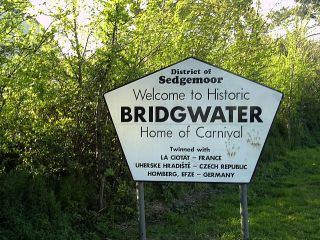
Znak wjazdu do miasta

Po spisku prochowym Guya Fawkesa król Jakub I Stuart wraz z parlamentem ustanowili w roku 1606 święto uratowania parlamentu brytyjskiego, celebrowane paleniem ognisk i odpalaniem fajerwerków. Pierwsze obchody w Bridgwater w formie karnawału miały miejsce prawdopodobnie w roku 1847, co czyni karnawał w Bridgwater najstarszą tego typu imprezą w Anglii. W owym okresie obchody odbywały się na centralnym placu miasta, Cornhill, gdzie rozpalano wielkie ognisko, pod które ściągała ludność całego miasta w maskach i kostiumach, co w następstwie powodowało swawolną zabawę. Podczas tej imprezy palono kukły Guya Fawkesa, papieża i tych osób, które były nieprzychylne lokalnej społeczności.
W roku 1880 zabawy wymknęły się spod kontroli i doszło do poważnych zamieszek; mimo to około 300 osób bawiło się dalej. Lokalne władze zdecydowały się wysłać dopiero co powstałą straż pożarną do wygaszenia ogniska. Ludność pocięła jednak węże strażackie, a jednego ze strażaków, Jamesa Ware, ścigano po ulicach Bridgwater. Uratowała go dopiero lokalna policja. Burdy podczas tamtej nocy sprawiły, że postanowiono stworzyć komitet nadzorujący obchody i pierwszy oficjalny komitet nadzorował święto już w następnym roku. Przez ulice miasta przeszedł w zorganizowany sposób korowód karnawałowy i tę datę przyjmuje się za początek karnawału w Bridgwater, a miasto uzyskało tytuł Home of the carnival.

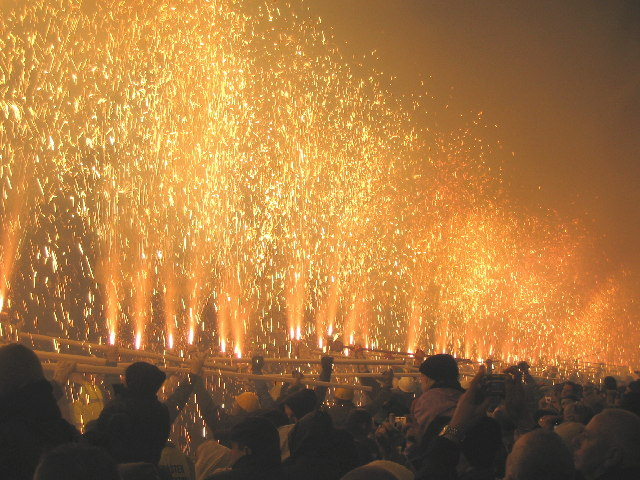
Uroczystość palenia squibs

W roku 1883 wybudowano nowy most na rzece Parrett, a jego otwarcie zaplanowano na jesień. Prezes komitetu karnawałowego zaproponował, by uroczystość otwarcia odbyła się 5 listopada. Przeprowadzono zbiórkę pieniędzy, podczas której zebrano 14 gwinei, sumę wystarczającą na ochrzczenie mostu. Otwarcie okazało się wielkim sukcesem, co wpłynęło na popularność karnawału, który odbywa się corocznie oprócz lat wojny.

## Karnawał obecnie
Trasa karnawału wynosi ok. 3 km, a przejście około 100 platform zajmuje ponad dwie godziny. W przygotowaniu karnawału bierze udział około 2000 osób, a w przemarszu około tysiąc. Od roku 2000 do 2022 zebrano 526 772 funtów. Karnawał przynosi ok. 4 miliony funtów rocznie dochodu na cele lokalne. W roku 2013 karnawał na żywo oglądało 100 tys. osób.